# Arteriole
Arteriolen zijn kleine slagaders met glad spierweefsel in de wand, die de diameter ervan kunnen beïnvloeden. Op deze manier zorgen ze voor het vernauwen of verwijden van het lumen (vaatholte) van deze bloedvaten (vasoconstrictie en vasodilatatie) en regelen zo de doorbloeding van de weefsels waarnaar ze bloed voeren. Ook vervullen ze een belangrijke rol in de regulatie van de bloeddruk.
Arteriolen worden ook wel weerstandsvaten genoemd.